# Vicepresidente de Ghana
El Vicepresidente de Ghana es el segundo funcionario más alto del Gobierno de Ghana. El vicepresidente, junto con el Presidente de Ghana, es elegido directamente por el pueblo mediante voto popular para cumplir un mandato de cuatro años. 
El vicepresidente es la primera persona en la línea de sucesión presidencial y ascendería a la presidencia tras la muerte, renuncia o destitución del presidente.

## Elegibilidad
Las disposiciones del artículo 62 de la Constitución de 1992 se aplican al candidato a la vicepresidencia:
- Ser ciudadano de Ghana por nacimiento
- Tener treinta y cinco años al momento de las elecciones
- Es una persona que está calificada para ser elegida Miembro del Parlamento, salvo que las inhabilitaciones establecidas en los párrafos (c), (d) y (e) del inciso (2) del artículo 94 del esta Constitución no podrá ser removida, con respecto a cualquiera de tales personas, por un indulto presidencial o por el lapso de tiempo previsto en la cláusula (5) de ese artículo.

## Juramento del cargo
El Vicepresidente de Ghana debe ser juramentado por el presidente del Tribunal Supremo ante los ciudadanos de Ghana en la plaza de la Independencia en Acra. El Vicepresidente electo deberá repetir lo siguiente:
"Yo, (nombre) habiendo sido elegido para el cargo de Vicepresidente de la República de Ghana, (en el nombre del Dios Todopoderoso juro) (juró solemnemente) que seré fiel a la República de Ghana; que en todo momento preservaré, protegeré y defenderé la Constitución de la República de Ghana, y me dedicaré al servicio y bienestar del pueblo de la República de Ghana y a hacer lo correcto para todo tipo de personas.
Además (juro solemnemente) (afirmo solemnemente) que si en cualquier momento rompo este juramento, me someteré a las leyes de la República de Ghana y sufriré la pena por ello. (Así que ayúdame Dios) ".

## Deberes
Los deberes del vicepresidente de Ghana son:
- Presidir varias reuniones en ausencia del presidente
- Presidente en funciones cuando el presidente está fuera del país.

El Vicepresidente también es miembro de
- El Consejo de Seguridad Nacional
- El Consejo de las Fuerzas Armadas[1]
- El Consejo del Servicio de Policía[2]
- El Consejo de Servicios de Prisiones[3]

## Lista de vicepresidentes de Ghana (1979-presente)
| N.º | Vicepresidente (Birth–Death)           | Retrato | Mandato                  | Mandato                            | Presidente      | Partido | Partido                       |
| N.º | Vicepresidente (Birth–Death)           | Retrato | Asumió                   | Terminó                            | Presidente      | Partido | Partido                       |
| --- | -------------------------------------- | ------- | ------------------------ | ---------------------------------- | --------------- | ------- | ----------------------------- |
| 1   | Joseph WS de Graft-Johnson (1933–1999) |         | 24 de septiembre de 1979 | 31 de diciembre de 1981 (depuesto) | Hilla Limann    |         | Partido Nacional del Pueblo   |
| 2   | Kow Nkensen Arkaah (1927–2001)         |         | 7 de enero de 1993       | 7 de enero de 1997                 | Jerry Rawlings  |         | Congreso Nacional Democrático |
| 3   | John Atta Mills (1944–2012)            |         | 7 de enero de 1997       | 7 de enero de 2001                 | Jerry Rawlings  |         | Congreso Nacional Democrático |
| 4   | Aliu Mahama (1946–2012)                |         | 7 de enero de 2001       | 7 de enero de 2009                 | John Kufuor     |         | Nuevo Partido Patriótico      |
| 5   | John Mahama (1958–)                    |         | 7 de enero de 2009       | 24 de julio de 2012                | John Atta Mills |         | Congreso Nacional Democrático |
| 6   | Kwesi Amissah-Arthur (1951–2018)       |         | 24 de julio de 2012      | 7 de enero de 2017                 | John Mahama     |         | Congreso Nacional Democrático |
| 7   | Mahamudu Bawumia (1963–)               |         | 7 de enero de 2017       | 7 de enero de 2025                 | Nana Akufo-Addo |         | Nuevo Partido Patriótico      |
| 8   | Jane Naana Opoku-Agyemang (1951–)      |         | 7 de enero de 2025       | En el cargo                        | John Mahama     |         | Congreso Nacional Democrático |